# 존 필립스 (음악가)
존 필립스(John Phillips, 1935년 8월 30일 ~ 2001년 3월 18일)는 미국의 가수이다.
마마스 앤 파파스에 리더였다. 미셸 길리엄과 결혼하였으나 후에 이혼하였다.